# Mistrzostwa Europy w Strzelaniu z 10 m 2011
Mistrzostwa Europy w Strzelaniu z 10 metrów 2011 – 40. edycja mistrzostw Europy w strzelaniu z 10 metrów, których zawody zostały rozegrane w Brescii, w dniach 1-7 marca 2011 roku.
Klasyfikację medalową wygrała Ukraina przed Rosją i Niemcami. Polska zajęła 6. pozycję w tej samej klasyfikacji.

## Medaliści
Seniorzy
| Konkurencja                       | Data    | Złoto                                                          | Srebro                                                                 | Brąz                                                                   |
| MĘŻCZYŹNI                         |         |                                                                |                                                                        |                                                                        |
| karabin, 10 m                     | 6 marca | Péter Sidi                                                     | Aleksandr Sokołow                                                      | Niccolò Campriani                                                      |
| karabin, 10 m (druż.)             | 6 marca | Ukraina · Artur Ajwazjan · Serhij Kulisz · Serhij Kasper       | Francja · Pierre Edmond Piasecki · Etienne Germond · Mickael d'Halluin | Węgry · Péter Sidi · Mate Biatovszki · Péter Somogyi                   |
| pistolet, 10 m                    | 5 marca | Franck Dumoulin                                                | Andrija Zlatić                                                         | Leonid Jekimow                                                         |
| pistolet, 10 m (druż.)            | 5 marca | Rosja · Leonid Jekimow · Władimir Isakow · Anton Gourianow     | Białoruś · Juryj Dałhapolau · Andrej Kazak · Władisław Kocarenko       | Serbia · Andrija Zlatić · Damir Mikec · Dimitrije Grgić                |
| ruchoma tarcza, 10 m              | 3 marca | Władisław Prianisznikow                                        | Miroslav Januš                                                         | Bedřich Jonáš                                                          |
| ruchoma tarcza, 10 m (druż.)      | 3 marca | Czechy · Bedřich Jonáš · Miroslav Januš · Josef Nikl           | Szwecja · Emil Martinsson · Niklas Bergström · Mattias Bergman         | Ukraina · Władisław Prianisznikow · Jehor Czyrwa · Aleksander Zinienko |
| ruchoma tarcza, 10 m, mix         | 5 marca | Peter Pelach                                                   | Michaił Azarenko                                                       | Władisław Prianisznikow                                                |
| ruchoma tarcza, 10 m, mix (druż.) | 5 marca | Szwecja · Emil Martinsson · Niklas Bergström · Mattias Bergman | Rosja · Michaił Azarenko · Maksim Stepanow · Aleksander Blinow         | Czechy · Bedřich Jonáš · Miroslav Januš · Josef Nikl                   |
| KOBIETY                           |         |                                                                |                                                                        |                                                                        |
| karabin, 10 m                     | 5 marca | Sonja Pfeilschifter                                            | Marjo Yli-Klikka                                                       | Darja Tychowa                                                          |
| karabin, 10 m (druż.)             | 5 marca | Niemcy · Sonja Pfeilschifter · Barbara Lechner · Beate Gauß    | Chorwacja · Snježana Pejčić · Suzana Cimbal Špirelja · Sandra Vitez    | Czechy · Kateřina Emmons · Pavla Kalná · Adéla Sýkorová                |
| pistolet, 10 m                    | 6 marca | Céline Goberville                                              | Wiktorija Czajka                                                       | Ołena Kostewycz                                                        |
| pistolet, 10 m (druż.)            | 6 marca | Serbia · Jasna Sekarić · Bobana Veličković · Zorana Arunović   | Białoruś · Wiktorija Czajka · Kacjaryna Kruczanok · Jauhienija Hałuza  | Francja · Céline Goberville · Cyrielle Guiliano · Stéphanie Tirode     |
| ruchoma tarcza, 10 m              | 3 marca | Galina Awramienko                                              | Wiktorija Rybowałowa                                                   | Irina Izmałkowa                                                        |
| ruchoma tarcza, 10 m, mix         | 5 marca | Irina Izmałkowa                                                | Olga Stepanowa                                                         | Daniela Faust                                                          |

Juniorzy
| Konkurencja                       | Data    | Złoto                                                                | Srebro                                                                 | Brąz                                                              |
| MĘŻCZYŹNI                         |         |                                                                      |                                                                        |                                                                   |
| karabin, 10 m                     | 4 marca | Ilja Czarniejka                                                      | Iwan Jordanow                                                          | Andreas Geuther                                                   |
| karabin, 10 m (druż.)             | 4 marca | Niemcy · Andreas Geuther · Alexander Bederke · Lars Walker           | Białoruś · Ilja Czarniejka · Jauhien Korzun · Dmitrij Racko            | Rosja · Nikołaj Suworow · Kiriłł Grigorjan · Władimir Maslennikow |
| pistolet, 10 m                    | 3 marca | Nikołaj Kilin                                                        | Ałaksiej Horbacz                                                       | Jindřich Dubový                                                   |
| pistolet, 10 m (druż.)            | 3 marca | Rosja · Nikołaj Kilin · Nikita Matiszew · Rusłan Wisłoguzow          | Francja · Vincent Jeanningros · Antoine Champagnat · Clément Bessaguet | Białoruś · Ałaksiej Horbacz · Artiom Łukjanawiec · Kirył Posach   |
| ruchoma tarcza, 10 m              | 3 marca | Władlen Onopko                                                       | Sami Heikkila                                                          | Jani Suoranta                                                     |
| ruchoma tarcza, 10 m (druż.)      | 3 marca | Finlandia · Sami Heikkila · Jani Suoranta · Mika Heikkila            | Rosja · Dmitrij Szagalin · Iwan Sieriebriakow · Siergiej Łuczaninow    | Niemcy · Robert Lösekann · Emeran Mayer · Sebastian Zeh           |
| ruchoma tarcza, 10 m, mix         | 5 marca | Sami Heikkila                                                        | Władlen Onopko                                                         | Iwan Sieriebriakow                                                |
| ruchoma tarcza, 10 m, mix (druż.) | 5 marca | Rosja · Iwan Sieriebriakow · Dmitrij Szagalin · Siergiej Łuczaninow  | Niemcy · Robert Lösekann · Emeran Mayer · Sebastian Zeh                | Finlandia · Sami Heikkila · Mika Heikkila · Jani Suoranta         |
| KOBIETY                           |         |                                                                      |                                                                        |                                                                   |
| karabin, 10 m                     | 3 marca | Tanja Perec                                                          | Waleria Sokołowa                                                       | Jennifer Olry                                                     |
| karabin, 10 m (druż.)             | 3 marca | Rosja · Waleria Sokołowa · Marija Andriejczikowa · Polina Choroszewa | Norwegia · Malin Westerheim · Siw Anita Dramstad · Marte Torvik        | Czechy · Nikola Mazurová · Aneta Brabcová · Gabriela Vognarová    |
| pistolet, 10 m                    | 4 marca | Joanna Tomala                                                        | Cristina Muñoz                                                         | Adrienn Nemes                                                     |
| pistolet, 10 m (druż.)            | 4 marca | Polska · Joanna Tomala · Karolina Baszeń · Dominika Bartosz          | Bułgaria · Wielisława Duszanowa · Silwia Czakarowa · Milica Kostowa    | Chorwacja · Arisa Serifovic · Valentina Pereglin · Martina Lucic  |
| ruchoma tarcza, 10 m              | 3 marca | Marija Kramar                                                        | Natalie Dols                                                           | Micaela Qvarnstrom                                                |
| ruchoma tarcza, 10 m (druż.)      | 3 marca | Ukraina · Marija Kramar · Polina Barwinowa · Ołena Markiw            | Niemcy · Natalie Dols · Sarah Pommerien · Nina Danner                  | Rosja · Jekaterina Danilina · Oksana Sokołowa · Natalja Zujewa    |
| ruchoma tarcza, 10 m, mix         | 5 marca | Polina Barwinowa                                                     | Marija Kramar                                                          | Camille Dubois                                                    |
| ruchoma tarcza, 10 m, mix (druż.) | 5 marca | Ukraina · Polina Barwinowa · Marija Kramar · Ołena Markiw            | Rosja · Jekaterina Danilina · Oksana Sokołowa · Natalja Zujewa         | Niemcy · Natalie Dols · Sarah Pommerien · Nina Danner             |

## Klasyfikacja medalowa
Opracowano na podstawie materiałów źródłowych.
| Poz. | Reprezentacja | złoto | srebro | brąz | Razem |
| ---- | ------------- | ----- | ------ | ---- | ----- |
| 1.   | Ukraina       | 8     | 3      | 4    | 15    |
| 2.   | Rosja         | 6     | 7      | 5    | 18    |
| 3.   | Niemcy        | 3     | 3      | 4    | 10    |
| 4.   | Finlandia     | 2     | 2      | 3    | 7     |
|      | Francja       | 2     | 2      | 3    | 7     |
| 6.   | Polska        | 2     | 0      | 0    | 2     |
| 7.   | Białoruś      | 1     | 5      | 1    | 7     |
| 8.   | Czechy        | 1     | 1      | 5    | 7     |
| 9.   | Chorwacja     | 1     | 1      | 1    | 3     |
|      | Serbia        | 1     | 1      | 1    | 3     |
| 11.  | Szwecja       | 1     | 1      | 0    | 2     |
| 12.  | Węgry         | 1     | 0      | 2    | 3     |
| 13.  | Słowacja      | 1     | 0      | 0    | 1     |
| 14.  | Bułgaria      | 0     | 2      | 0    | 2     |
| 15.  | Hiszpania     | 0     | 1      | 0    | 1     |
|      | Norwegia      | 0     | 1      | 0    | 1     |
| 17.  | Włochy        | 0     | 0      | 1    | 1     |